# Struthiocephalus whaitsi
Struthiocephalus whaitsi és una espècie extinta de teràpsid dinocèfal que visqué al Permià en allò que actualment és Sud-àfrica. És l'única espècie reconeguda del gènere Struthiocephalus.